# Langendorf (Svizzera)
Langendorf (toponimo tedesco) è un comune svizzero di 3 749 abitanti del Canton Soletta, nel distretto di Lebern.